# Garreta gilleti
Garreta gilleti là một loài bọ cánh cứng trong họ Bọ hung (Scarabaeidae).